# Middenweg (boeddhisme)
De Middenweg (Pali: majjhima patipada) is in het boeddhisme de weg die leidt tot verlichting en die  het midden houdt tussen enerzijds fysieke en emotionele genotzucht en anderzijds extreem ascetisme dat net zo destructief is. Een belangrijk aspect van de Middenweg is het op de juiste manier aandacht geven aan hetgeen zich in het heden manifesteert.
De Middenweg is de weg of praktijk waarvan de Boeddha zei dat hij hem tot het einde gevolgd had en die hem tot aan het einde aan het lijden gebracht had. De lering over de Middenweg staat in de Dhammacakkapavattana Sutta, de eerste toespraak van de Boeddha.

## De Middenweg
De Middenweg vermijdt deze twee extremen van Kamasukhalikanuyoga en Attakilamatanuyoga en leidt tot visie, kennis, vrede, inzicht, verlichting en nirwana.
Het leven van de Boeddha voordat hij monnik werd (toen zijn naam Siddhartha Gautama was) stond voornamelijk in het teken van Kamasukhalikanuyoga. Toen hij monnik werd, wijdde hij zijn leven gedurende zes jaar aan Attakilamatanuyoga. Na deze zes jaar kwam hij tot de conclusie dat Attakilamatanuyoga niet leidt tot de spirituele ontwikkeling waar hij naar op zoek was. Kort hierna ontdekte de Siddhartha Gautama de Middenweg, die hem tot volledige verlichting leidde en hem een Boeddha maakte.

## De twee extremen vermijden
1.Kamasukhalikanuyoga (Pali); het nastreven van sensueel geluk in sensueel plezier.
De Boeddha omschreef dit als laag, vulgair, minderwaardig, onedel en onvoordelig. Kamasukhalikanuyoga is de weg van wereldse personen; personen voor wie hun spirituele ontwikkeling relatief onbelangrijk is.
2. Attakilamatanuyoga (Pali); het nastreven van zelfkwelling, zelfkastijding of zelfpijniging.
De Boeddha omschreef dit als pijnlijk, onedel en onvoordelig. Attakilamatanuyoga is een weg die soms door religieuze groeperingen voorgeschreven wordt, als een manier om de geest te purificeren of verlichting te behalen. Volgens het boeddhisme leidt Attakilamatanuyoga echter niet tot de hoogste purificatie of verlichting en bevat het elementen die juist nadelig zijn voor spirituele groei.

### Achtvoudig Pad
De Middenweg bestaat uit het Achtvoudig Pad, dat weer bestaat uit de volgende drie hoofdcategorieën:
1. moreel of ethisch gedrag (Pali: sila)
2. meditatie (Pali: samadhi)
3. wijsheid (Pali: pañña)

### 4 Edele Waarheden en 12 Toestanden
Ook de Vier Edele Waarheden spelen een grote rol in de middenweg. Boeddha onderwees dat elke van de Vier Edele Waarheden drie rotaties heeft: studie, praktijk en resultaat. In totaal geeft dit 12 toestanden van de Middenweg wanneer deze in termen van de Vier Edele Waarheden geanalyseerd wordt. De Boeddha zei dat toen zijn inzicht in deze 12 toestanden van de Vier Edele Waarheden geperfectioneerd was, zijn verlichting perfect en compleet was.
| De 12 aspecten van de Vier Nobele Waarheden                     | Studie (Pariyatti)                              | Praktijk (Pali: Patipatti)                                      | Resultaat (Pativedhi)                                  |
| --------------------------------------------------------------- | ----------------------------------------------- | --------------------------------------------------------------- | ------------------------------------------------------ |
| De Nobele Waarheid van het Lijden                               | Dit is het lijden                               | Het lijden moet begrepen worden                                 | Het lijden is begrepen                                 |
| De Nobele Waarheid van de Oorzaak van het Lijden                | Dit is de oorzaak van het lijden                | De oorzaak van het lijden moet verlaten worden                  | De oorzaak van het lijden is verlaten                  |
| De Nobele Waarheid van de Opheffing van het Lijden              | Dit is de opheffing van het lijden              | De opheffing van het lijden moet verwezenlijkt worden           | De opheffing van het lijden is verwezenlijkt           |
| De Nobele Waarheid van het Pad naar de Opheffing van het Lijden | Dit is het pad naar de opheffing van het lijden | Het pad naar de opheffing van het lijden moet ontwikkeld worden | Het pad naar de opheffing van het lijden is ontwikkeld |